# Robert Bacon
Robert Bacon (n. 5 iulie 1860 - d. 29 mai 1919) a fost un politician american, Secretar de Stat al Statelor Unite în 1909.